# Остання брама
«Остання брама» — кінофільм режисера Деміана Руньяна, що вийшов на екрани в 2007 році.

## Зміст
Безліч стародавніх пророцтв свідчить про те, що диявол не був вигнаний з нашого світу назавжди й одного разу він повернеться, щоб помститися за гіркоту поразки і тисячоліття вигнання. І ось настає той момент, коли потойбічне зло готується пустити коріння серед людей. Та для переродження демонові необхідна людська утроба...

## Ролі
| Актор             | Роль |
| ----------------- | ---- |
| Родріго Арагон    | -    |
| Саломе Боустані   | -    |
| Фабіан Форте      | -    |
| Уго Албріч        | -    |
| Джекі Кругер      | -    |
| Карлос Ларраньяга | -    |
| Кевін Шили        | -    |
| Патріціо Шварц    | -    |
| Максим Сеге       | -    |
| Адріан Спінеллі   | -    |

## Знімальна група
- Режисер — Деміан Руньян
- Сценарист — Деміан Руньян
- Продюсер — Мартін Орестейн, Джекі Кругер, Дієго Савіньяно
- Композитор — Хосе С. Комесу